# ياسمين (مسلسل تركي)
ياسمين اسم المسلسل (بالتركية: Hatırla Sevgili)‏ أي تذكر يا عزيزي وهو مسلسل تُركي، بدأ عرضه على قناة أي تي في في سنة 2006 حتى 2008، وهذا المسلسل هو من بطولة بيرين سات وجانسيل إلتشين وإخراج أومو برهان وفاروق طبر ومن كتابة سبنيم تشيتاك ونيلغون أونيش.

## القصة
قصة المسلسل تدور عن شابة إسمها ياسمين تقع في حب أحمد صديقها في الصغر الذي يعود من أوروبا بعد إكماله للدراسة، ياسمين أيضاً هي ابنة نائب رئيس الوزراء قبل الانقلاب العسكري التركي 1960، وبعد الانقلاب يسجن والدها ويتولى مقاضاة والدها والد أحمد، تسوء صحة والد أحمد ويظطر للسفر مع والده للعلاج في الولايات المتحدة وعندما يعود يتفاجئ أن حبيبته ياسمين تزوجت نجدت وهو لم يعلم، حيث أن ياسمين كانت حامل منه في تلك الفترة فتزوجت من نجدت لتخفي حملها بعد أن ظنت أن أحمد تركها، تنخرط العائلتين فيما بعد في التنظيمات الشيوعية اليسارية وتصبح معارضة للحكومة مما يعرضها للكثير من المضايقات مع الحكومة، المسلسل أيضاً عرض جانب من نضال بعض الشيوعيين الأتراك مثل دينيز غزمش والذي يلقب بجيفارا تركيا.

## دبلجة عربية
تم دبلجة هذا المسلسل إلى العربية في 2013 وقامت قناة إم‌ بي‌ سي 4 بعرضه.

## الممثلين
- بيرين سات بدور ياسمين
- جانسيل إلتشين بدور أحمد
- إينجين شينكان بدور رضا والد ياسمين، حلاق سابق، وسياسي في حزب الديمقراطية (1946).
- أوكان يالابيك بدور نجدت صديق أحمد وياسمين.
- عايدة أكسل بدور الدكتورة سلمى والدة أحمد.
- أفني يالتشين بدور شوكت والد أحمد.
- ليل منصور بدور نزاهات والدة ياسمين.
- ميلتيم بارلاك بدور ليلى شقيقة نجدت وصديقة ياسمين.
- بلسم إردوغان شقيقة أحمد وحبيبة دينيز قرايال.
- أيفير دونميز بدور عشق شقيقة ياسمين.
- تورغاي أيدين بدور محمد خال ياسمين.
- بيرك هاكمان بدور دينيز قرايال نجل أحمد.
- لاتشين سيلان بدور عمة أحمد.
- كارينا سيلين غوكر بدور ابنة أحمد وياسمين.
- باريش كوتشاك بدور دينيز غزمش.
- سايغين سويسال بدور رجب طيب أردوغان.
- حسين أفني دانيال بدور عدنان مندريس.

## روابط خارجية
- ياسمين على موقع IMDb (الإنجليزية)
- ياسمين على موقع كينوبويسك (الروسية)
- ياسمين على موقع قاعدة بيانات الفيلم (الإنجليزية)